# Șesuri, Suceava
Șesuri (germană Schessu) este un sat în comuna Cârlibaba din județul Suceava, Transilvania, România.
 Acest articol despre o localitate din județul Suceava este deocamdată un ciot. Puteți ajuta Wikipedia prin completarea lui.